# Цао (царство)
Цао (кит. трад. 曹國, упр. 曹国, пиньинь Cáo Guó) — вассальное государство существовавшее в Китае во время династии Чжоу (1046—221 до н. э.). Государство было создано в XI-м веке до нашей эры Цао Чжэньдо (ум. 1053 до н. э.) (曹叔振鐸), который считался сыном чжоуского Вэнь-вана и младшим братом У-вана. Государство Цао располагалось примерно на территории современного округа Динтао провинции Шаньдун, столицей был город Таоцюй (陶丘). Географически Цао располагалось на Северо-Китайской равнине, примерно в 50 милях к востоку от места, где течение Желтой реки изменяется с востока на северо-восток.

## История
Из-за относительной слабости государства Цао известно лишь несколько записей о событиях, касающихся ранней истории царства. Единственное крупное событие, записанное в «Исторических записках» историка Западной Чжоу (1046—770 до н. э.) случилось в 826 году до н. э., когда князь Ю Цао был убит младшим братом Дай Цао. В начале эпохи Восточной Чжоу (770 г. до н. э.) царство Цао перенесло внутренние потрясения. В 760 г. до н. э. князь Му Цао убил своего старшего брата Фей Цао и назначил себя одиннадцатым правителем царства. Он был первым правителем государства Цао, получившим титул «князь» (公). В Период Чуньцю государство Цао вступило в борьбу за гегемонию с царствами Цзинь и Чу. В 637 г. до н. э. Чунъэр, сын цзиньского князя Сяня, попал в трудное положение при проезде через царство Цао и нагрубил князю Гун Цао. В результате этого в 630 г. до н. э. Цао стали вассалами и союзниками Чу. Когда Чу начали поход против государство Сун, Цзинь атаковали территорию Цао. После того, как Цзинь победило Чу в битве при Чэнпу в 632 г. до н. э., Цзинь разгромили государство Цао, спасли государство Сун и освободили князя Гуна, заключённого в Цао.
После разгрома государства Чу, Цао подчинилось соседнему царству Цзинь. Позже государства Цао и Сун стали враждовать между собой. В труде Сыма Цяня сказано, что правитель Цао Дао-гун в 515 г. до н. э. отправился в Сун с тем, чтобы представиться только что севшему на трон Цзин-гуну. В принципе подобная практика существовала, хотя далеко не всегда и не всеми соблюдалась. Поэтому ничего странного в визите не было. Необычно было то (почему оно и стало объектом внимания Сыма Цяня), что в Сун цаоский правитель был заточен в тюрьму, где спустя несколько месяцев умер, после чего его тело было возвращено в Цао. Из сообщения Сыма Цяня неясно, в чем провинился цаоский Дао-бо и за что его схватили в Сун. Ничего не сказано на этот счет и в соответствующем по времени тексте «Цзо-чжуань», хотя в «Чуньцю» говорится о смерти и похоронах цаоского Дао-бо. Словом, факт остается фактом: правитель сильного царства бесцеремонно оскорбил, унизил и довел до гибели более слабого правителя.
Во время вспыхнувших в Цао беспорядков преемники Дао-гуна цаоские князья Шэн и Инь были убиты один за другим. Последний цаоский правитель Бо-ян подпал под влияние своего любимца Гунсунь Цяна и начал проводить активную политику. Он изменил союзу с Цзинь и вторгся в Сун. В результате в 487 г. до н. э. сунцы напали в ответ и уничтожили царство Цао, захватив все его земли. Бо-ян и Гунсунь Цян были захвачены в плен и казнены в Сун.

## Правители Цао
| Имя                    | Китайское имя                 | Персональное имя     | Годы правления      |
| ---------------------- | ----------------------------- | -------------------- | ------------------- |
| Цао Шу Чжэньдо         | 曹叔振鐸 (Цао Шу Чжэньдо)     | 振鐸/振铎 (Чжэньдо)  | ? — 1053 до н. э.   |
| Цаоский граф Тай       | 曹太伯 (Цао Тай бо)           | 脾 (Пи)              | 1053-1002 до н. э.  |
| Цаоский князь Чжун     | 曹仲君 (Цао Чжун цзюнь)       | 平 (Пин)             | 1002 — 935 до н. э. |
| Цаоский граф Гун       | 曹宮伯 (Цао Гун бо)           | 侯 (Хоу)             | 935 — 895 до н. э.  |
| Цаоский граф Сяо       | 曹孝伯 (Цао Сяо бо)           | 云 (Юнь)             | 895 — 865 до н. э.  |
| Цаоский граф И         | 曹夷伯 (Цао И бо)             | 喜 (Си)              | 864 — 835 до н. э.  |
| Цаоский граф Ю         | 曹幽伯 (Цао Ю бо)             | 疆 (Цзян)            | 835 — 826 до н. э.  |
| Цаоский граф Дай       | 曹戴伯 (Цао Дай бо)           | 蘇/苏 (Су)           | 826 — 796 до н. э.  |
| Цаоский граф Хуэй      | 曹惠伯 (Цао Хуэй бо)          | 兕 (Сы)              | 794 — 760 до н. э.  |
| Цаоский граф Фэй       | 曹廢伯 (Цао Фэй бо)           | 石甫 (Шифу)          | 760 — 760 до н. э.  |
| Цаоский князь Му Цао   | 曹穆公 (Цао Му гун)           | 武 (У)               | 759- 757 до н. э.   |
| Цаоский князь Хуань    | 曹桓公 (Цао Хуань гун)        | 終生/终生 (Чжун Шэн) | 756 — 702 до н. э.  |
| Цаоский Князь Чжуан    | 曹莊公/曹庄公 (Цао Чжуан гун) | 射姑 (Шэгу)          | 701 — 671 до н. э.  |
| Цаоский князь Ли       | 曹釐公/曹厘公 (Цао Ли гун)    | 夷 (И)               | 670 — 662 до н. э.  |
| Цаоский князь Чжао     | 曹昭公 (Цао Чжао гун)         | 班 (Бан)             | 661 — 653 до н. э.  |
| Цаоский Князь Гун      | 曹共公 (Цао Гун гун)          | 襄 (Сян)             | 652 −618 до н. э.   |
| Цаоский князь Вэнь     | 曹文公 (Цао Вэнь гун)         | 壽/寿 (Шоу)          | 617 — 595 до н. э.  |
| Цаоский князь Хуан Цао | 曹宣公 (Цао Сюань гун)        | 彊 (Цзян)            | 594 — 578 до н. э.  |
| Цаоский князь Чэн      | 曹成公 (Цао Чэн гун)          | 負芻/负刍(Фучу)      | 577 — 555 до н. э.  |
| Цаоский князь У        | 曹武公 (Цао У гун)            | 勝/胜 (Шэн)          | 554 — 528 до н. э.  |
| Цаоский князь Пин      | 曹平公 (Цао Пин гун)          | 須/须 (Сюй)          | 527 — 524 до н. э.  |
| Цаоский князь Дао      | 曹悼公 (Цао Дао гун)          | 午(У)                | 523 — 515 до н. э.  |
| Цаоский князь Шэн      | 曹聲公/曹声公 (Цао Шэн гун)   | 野 (Е)               | 514 — 510 до н. э.  |
| Цаоский князь Инь      | 曹隱公/曹隐公 (Цао Инь гун)   | 通 (Тун)             | 509 — 506 до н. э.  |
| Цаоский князь Цзин     | 曹靖公 (Цао Инь гун)          | 露 (Лу)              | 505 — 502 до н. э.  |
| Цао Бо Ян              | 曹伯陽 (Цао Боян)             | 伯陽/伯阳 (Боян)     | 501 — 487 до н. э.  |